# Selenops kruegeri
Espèce
Synonymes
- Selenops radiatus kruegeri Lawrence, 1940

Selenops kruegeri est une espèce d'araignées aranéomorphes de la famille des Selenopidae.

## Distribution
Cette espèce se rencontre en Afrique du Sud, en Namibie, au Botswana, au Zimbabwe, en Angola, en Zambie et au Nigeria.

## Description
La carapace de la femelle holotype mesure 7 mm de long et l'abdomen 9,8 mm de long.

## Systématique et taxinomie
Cette espèce a été décrite sous le protonyme Selenops radiatus kruegeri par Lawrence en 1940. Elle est élevée au rang d'espèce par Corronca en 2002.

## Publication originale
- Lawrence, 1940 : « The genus Selenops (Araneae) in South Africa. » Annals of the South African Museum, vol. 32, p. 555-608 (texte intégral).